# M'Diq
M’Diq (en àrab المضيق, al-Maḍīq; en amazic ⵎⴹⵢⴰⵇ o també ⵝⴰⵖⵎⴰⵝ, Ṯaɣmaṯ) és un municipi de la prefectura de M'diq-Fnideq, a la regió de Tànger-Tetuan-Al Hoceima, al Marroc. Segons el cens de 2014 tenia una població total de 56.227 persones. Es troba a la costa mediterrània a 15 kilòmetres de Tetuan i a 25 kilòmetres de Ceuta. Durant el Protectorat espanyol del Marroc va prendre el nom de Rincón.